# Сент-Оноре (торт)
Сент-Оноре (фр. Saint-honoré) — французький торт, виготовлений з різних видів тіста, збитих вершків (крему Шантіль'ї), крему шибуст і глазурованих профітролей.

## Історія

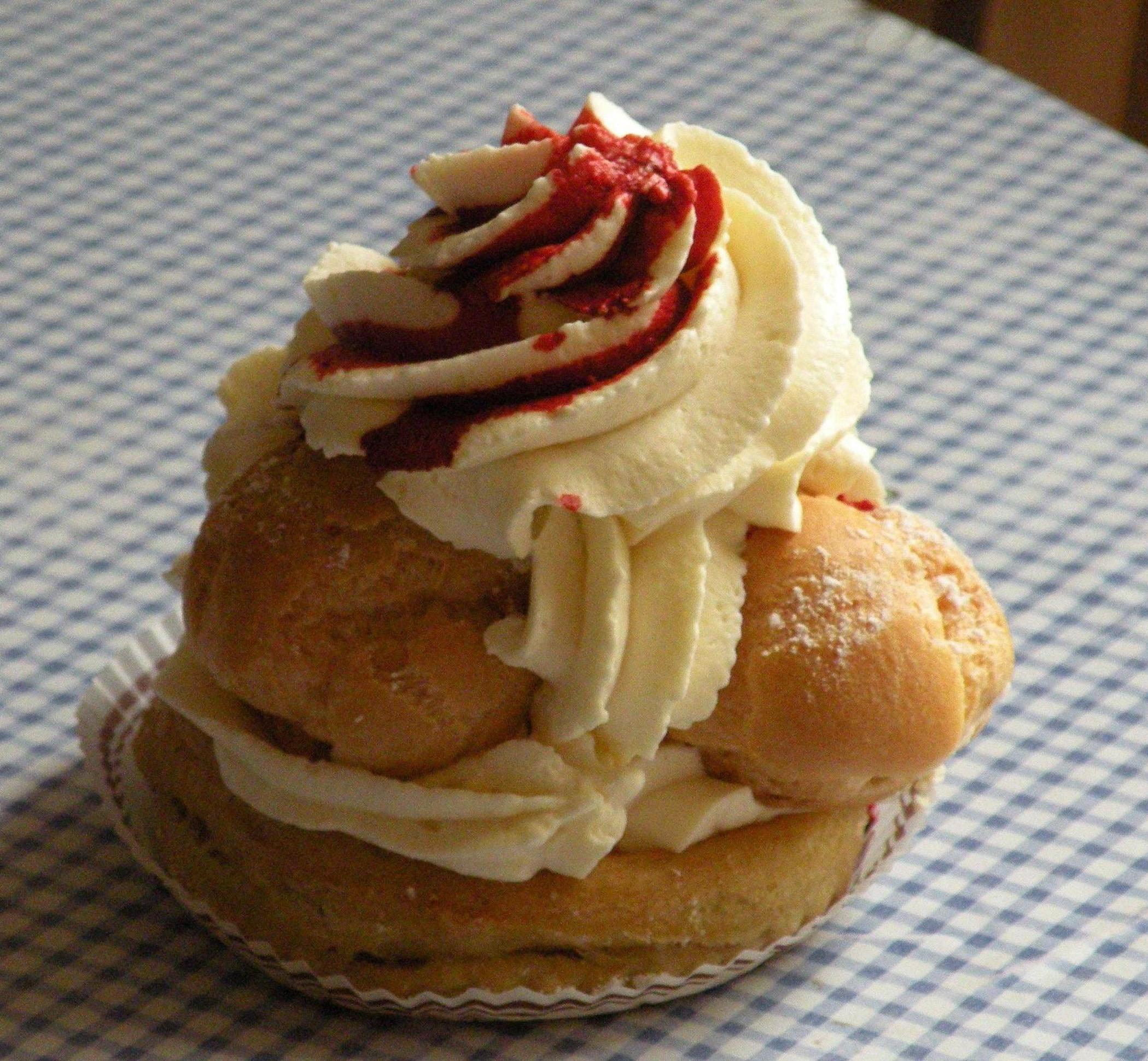
Сент-Оноре у вигляді порційного тістечка

Торт Сент-Оноре створив у паризькій кондитерській Chiboust (Шибуст) шеф-кухар Огюст Жюльєн у 1840 або, за іншими даними, в 1847. Торт отримав назву від паризької вулиці Сент-Оноре, де розташовувалася кондитерська. У той самий час назва віддавала шану святому Оноре (Гонорату Амьенскому), покровителю пекарів. Вважається, що винахідник торта був натхненний десертом під назвою «швейцарський флан».

## Приготування
Основою торта є корж із листкового або пісочного тіста, з кільцем із заварного тіста, викладеним по краю. Маленькі профітролі вмочують у карамелізований цукор і прикріплюють пліч-о-пліч на коло заварного тіста. Центр зазвичай заповнюють кремом шибуст (готується із заварного крему на желатині та італійської меренги) і прикрашають збитими вершками за допомогою спеціальної насадки. Однак у торта існують варіації, наприклад, з начинками із шоколаду, джему. Сьогодні Сент-Оноре може бути приготований не лише як торт, а й у вигляді порційних тістечок.